# 渋川義長
渋川 義長（しぶかわ よしなが）は、戦国時代の武将。九州探題。『歴代鎮西志』によると室町幕府九州探題・渋川尹繁の子（『北肥戦誌』によると尹繁の長男）であるとする。一方、「渋川系図」では尹繁の弟の和是の子であるとする。

## 概要
渋川氏の「渋川系図」には「義長」の名があるが、黒嶋敏「九州探題考」は承天寺文書の「稙直」が渋川氏代々の官途である「右衛門佐」を名乗っていることなどから渋川氏の人物であり、渋川系図にある「義長」の前名とみられるとしている。
永正5年（1508年）に大内義興が義材を奉じて上洛した頃、渋川尹繁は和是に家督を譲ったが、同年には大友義長が別に渋川右衛門佐を擁立。一方で大内義興は永正14年（1517年）頃に渋川稙直を当主として擁立し、大内氏側と大友氏側の二人の「渋川右衛門佐」が並び立つ状況となり渋川氏当主は分裂した。天文2年（1533年）の大内軍の肥前侵攻で稙直の弟の尭顕は大内方に付かずに藤津郡に落ち延びた（子孫は小城鍋島藩士渋川家となる）。